# ذا بوليس
ذا بوليس (The Police) هي فرقة موسيقية إنجليزية تشكلت في عام 1977. من أعضاء الفرقة السابقين ستينغ وستينغ.

## السابقون
ستينغ (مغني)
ستينغ

## وصلات خارجية
- ذا بوليس على موقع IMDb (الإنجليزية)
- ذا بوليس على موقع الموسوعة البريطانية (الإنجليزية)
- ذا بوليس على موقع ميوزك برينز (الإنجليزية)
- ذا بوليس على موقع رولينغ ستون (الإنجليزية)
- ذا بوليس على موقع أول ميوزيك (الإنجليزية)
- ذا بوليس على موقع ديسكوغز (الإنجليزية)
- ذا بوليس على موقع ميوزك برينز (الإنجليزية)

- الموقع الرسمي